# Bernard Dietz
Bernard Dietz (Hamm, 1948. március 22. –) nyugatnémet válogatott Európa-bajnok német labdarúgó, hátvéd, majd edző. 1979 és 1981 között a nyugatnémet válogatott csapatkapitánya.

## Pályafutása

### Klubcsapatban
1958-ban az SV Bockhum-Hövel csapatában kezdte a labdarúgást, ahol az első csapatban is bemutatkozott. 1970 és 1982 között az MSV Duisburg játékosa volt. Csapatkapitánya volt az 1978–79-es idényben UEFA-kupa elődöntős csapatnak. 1982 és 1987 között a Schalke 04 labdarúgója volt és itt fejezte be az aktív labdarúgást.

### A válogatottban
1974 és 1981 között 53 alkalommal szerepelt a nyugatnémet válogatottban. 1974. december 22-én mutatkozott be a válogatottban a Málta elleni Európa-bajnoki-selejtezőn. Részt vett 1978-as argentínai világbajnokságon. Csapatkapitánya volt az 1980-as Európa-bajnok csapatnak.

### Edzőként
1987 és 2006 között több csapatnál is edzőként tevékenykedett különböző beosztásokban Dolgozott az ASC Schöppingen, az SC Verl, a VfL Bochum II, az MSV Duisburg II és a Rot Weiss Ahlen csapatainál.

## Sikerei, díjai
NSZK
- Világbajnokság
  - Európa-bajnok: 1980, Olaszország
  - ezüstérmes: 1976, Jugoszlávia

 MSV Duisburg
- UEFA-kupa
  - elődöntős: 1978–79